# Zbilidy
Zbilidy är en ort i Tjeckien.   Den ligger i regionen Vysočina, i den centrala delen av landet, 100 km sydost om huvudstaden Prag. Zbilidy ligger 642 meter över havet och antalet invånare är 162.
Terrängen runt Zbilidy är lite kuperad. Runt Zbilidy är det ganska tätbefolkat, med 54 invånare per kvadratkilometer. Närmaste större samhälle är Jihlava, 13,3 km öster om Zbilidy. I omgivningarna runt Zbilidy växer i huvudsak blandskog.